# Гоцци, Паоло
Паоло Гоцци Энди Иверу (итал. Paolo Gozzi Andy Iweru; род. 25 апреля 2001, Турин) — итальянский футболист нигерийского происхождения, защитник клуба «Труа».

## Клубная карьера
Гоцци — воспитанник клуба «Ювентус» из своего родного города. 13 апреля 2019 года в матче против СПАЛ он дебютировал в итальянской Серии A. В своём дебютном сезоне Паоло стал чемпионом Италии.

## Международная карьера
В 2018 году в составе юношеской сборной Италии Гоцци принял участие в юношеском чемпионате Европы в Англии. На турнире он сыграл в матчах против команд Англии, Швейцарии, Израиля, Швеции, Бельгии и Нидерландов.
В 2019 году в составе юношеской сборной Италии Гоцци принял участие в юношеском чемпионате Европы в Армении. На турнире он сыграл в матчах против команд Португалии, Армении и Испании.

## Достижения
Клубные
 «Ювентус»
- Победитель Серии A — 2018/2019